# Camptoprosopella longisetosa
Camptoprosopella longisetosa är en tvåvingeart som beskrevs av Shewell 1939. Camptoprosopella longisetosa ingår i släktet Camptoprosopella och familjen lövflugor.
Artens utbredningsområde är Ecuador. Inga underarter finns listade i Catalogue of Life.